# Stemma di Buenos Aires

Lo stemma di Buenos Aires.

Lo stemma di Buenos Aires fu adottato nella sua forma corrente nel 2012, sebbene le sue origini risalgano al 1649. Esso compare su tutti gli edifici e gli uffici municipali, ed è inoltre impresso sui documenti, le carte ed i timbri impiegati all'interno di detti uffici.
L'attuale stemma è stato approvato dalla legislatura di Buenos Aires con la legge n° 4408 del 29 novembre 2012.

## Storia
Il primo stemma di Buenos Aires fu approvato dal locale cabildo il 5 novembre 1649. Nel 1852 durante la riorganizzazione del governo della città fu costituita una commissione con l'incarico di ideare il nuovo stemma della capitale argentina. Il 7 luglio di quattro anni dopo il consiglio municipale approvò uno stemma che si richiamava molto a quelli usati in passato. Tuttavia negli anni a seguire sui documenti ufficiali continuarono ad essere utilizzati stemmi differenti. Pertanto, con l'ordinanza del 3 dicembre 1923, il municipalità stabilì definitivamente le caratteristiche dell'emblema cittadino. 
Il 29 novembre 2012 la legislatura di Buenos Aires ha approvato con la legge n° 4408 un nuovo stemma basato su quello del 1856. Nel nuovo scudo, più semplificato rispetto al precedente, sono stati eliminati alcuni dettagli come l'ancora che simboleggiava il porto della città.

## Descrizione
Lo stemma è costituito da uno scudo ovale con raffigurato al suo interno il Río de la Plata, due navi, una caravella ed un brigantino, che simboleggiano le due fondazioni della città e, sopra di esse, una colomba bianca con la testa rivolta a sinistra e le ali aperte al cielo che rappresenta lo Spirito Santo.

## Altri stemmi

Stemma di Juan de Garay, utilizzato come stemma della città in epoca coloniale, è rappresentato nell'attuale bandiera di Buenos Aires.
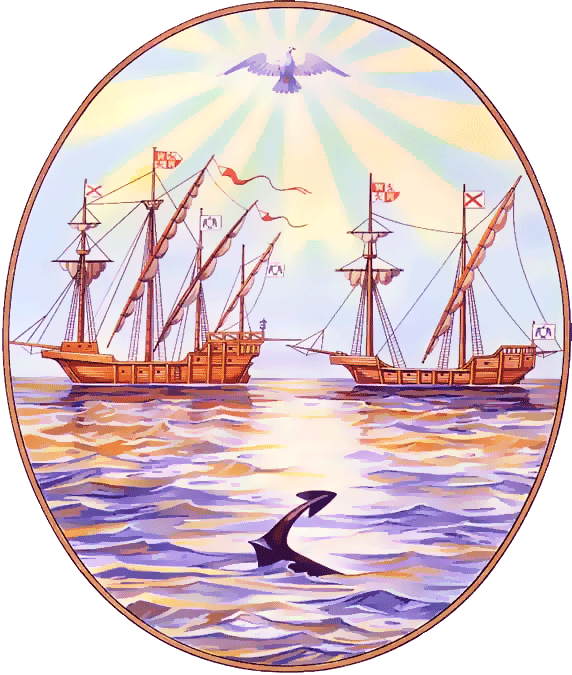
Stemma di Buenos Aires fino al 2012
Stemma del governo di Buenos Aires dal 2003 al 2006.